# Anderson Hunt
Anderson Hunt, né le 5 mai 1969 à Détroit, dans le Michigan, est un ancien joueur américain de basket-ball. Il évolue durant sa carrière aux postes de meneur et d'arrière.

## Biographie
Il évolue à l'université chez les Rebels d'UNLV aux côtés de stars comme Larry Johnson, Stacey Augmon et Greg Anthony avec qui il remporte le championnat NCAA de basket-ball en 1990. Il est élu Most Outstanding Player du tournoi cette année-là.

## Palmarès
Universitaire
- Champion NCAA en 1990 avec les Rebels d'UNLV.
- Most Outstanding Player du Final Four en 1990.